# یواس‌اس اونیل (دی‌ئی-۱۸۸)
یواس‌اس اونیل (دی‌ئی-۱۸۸) (به انگلیسی: USS O'Neill (DE-188)) یک کشتی بود که طول آن ۳۰۶ فوت (۹۳ متر) بود. این کشتی در سال ۱۹۴۳ ساخته شد.